# Поликарп
Свети Поликарп Смирнски (грч. Πολύκαρπος) је хришћански светитељ и епископ града Смирне (данашњи Измир).
Овај велики апостол се родио као незнабожац. Свети Јован Богослов увео га је у веру Христову и крстио га. У раном детињству Поликарп остао је сироче и према неком сновиђењу, примила га је једна племенита удовица, Калиста, која га је као сина подигла и васпитала.
Поликарп је од детињства био благочестив и милосрдан. Старао се да подржава животом светог Вукола, тадашњег епископа у Смирни, а и свете апостоле Јована и Павла, које је познавао и слушао. Свети Вукол га је рукоположио за презвитера, а пред смрт га означио за свога наследника у Смирни. Апостолски епископи, који су се сабрали на погреб епискпу Вуколу, хиротонисали су Поликарпа за епископа. Од самога почетка Поликарп је био обдарен силом чудотворства. По предању, изгнао је злог духа из слуге некога кнеза, зауставио молитвом страшни пожар у Смирни и др. Видећи ово многи незнабошци сматрали су га једним од богова. У предању је остало: „Низвођаше кишу у сухо време, исцељиваше болести, прозираше, прорицаше ..."
Пострадао је за време цара Марка Аурелија. На три дана пред смрт прорекао је свети Поликарп: "Кроз три дана ћу бити сажежен на огњу ради Господа Исуса Христа!" И кад су га трећи дан војници ухватили и повели на суд, узвикнуо је: "Нека буде воља Господа Бога мога!" А када га је судија саветовао да се одрекне Христа и призна римске богове, рекао је: "Не могу променити боље за горе!".
Нарочито су Јевреји мрзели Поликарпа и настојали да се Поликарп спали. Када су га везаног ставили на ломачу, он се молио дуго Богу. И сви су видели, како га пламен обавија, али њега не додирује. Устрашени таквом појавом незнабожне судије наредиле су џелату да га копљем кроз пламен прободе. И када је прободен, из њега је истекло веома много крви, тако да се сав огањ погасио, а тело његово је остало цело и неопаљено. По наговору Јевреја судија је наредио да се мртво тело Поликарпово спали по обичају јелина.
Свети Поликарп је пострадао 167. године на дан Велике Суботе.
Српска православна црква слави га 23. фебруара по црквеном, а 8. марта по грегоријанском календару.